# 卢安克
卢安克（德語：Eckart Löwe，1968年—），德国人，出生于德国汉堡，汉堡美术学院工业设计系毕业。1990年来华旅游而后到中国留学。从1999年起，他只身一人前往中国广西壮族自治区东兰县坡拉村正式开始进行志愿教育工作，主要教授小学的汉语普通话以及艺术类等华福德课程。与此同时，卢安克利用闲暇时间进行华福德相关德语著作的翻译，也在田间地头參與勞作，这些都引起了中国人对现行义务教育体制的反思。然而，卢安克并未获得教师资格认证。2010年5月20日，卢安克迫于种种压力在自己的博客主页上宣布关闭博客。

## 生平
1997年1月，卢安克在广西农村试图开办青年学习班，但未成功。同年8月，卢在广西南宁残疾人职业学校当德文老师。因没有就业证，被当地公安局罚款三千元，9月申请就业证失败，返回德国。
- 1998.4. 申请做共青团志愿者被拒绝。
- 1999.3. 回中国，跟村里的朋友翻译教育书《适合儿童的成长》。
- 1999.9. 注册成立德国沃道夫教育友好协会南宁办事处（批准编号为桂（1999）A20、桂（2001）B13、桂（2003）B20、注册号为00194、合格号为45012003A00113XWLX）并作为这个办事处的首席代表。
- 1999.9.- 2000.1. 在阳朔中学教四个初中班的课。
- 2000.2. - 7. 在兴坪镇农村的大坪子初中教两个班的课。
- 2000.8. 写自己在中国如何实践教育的书《与孩子的天性合作》并翻译教育资料。
- 2000.11. 在南宁残疾人职业学校给盲人教英文。
- 2001.2.- 7. 在隘洞中学当初二年级的英文、地理和美术老师做教育实验。
- 2001.7. 把德国沃道夫教育友好协会的办事处地址搬迁到林广屯。
- 2001.9. - 2002.6. 为了满足协会的要求去参加华德福教育培训就离开隘洞中学，返回德国9个月。同时继续把华德福教育的资料《幼儿与电脑》和《治疗教育》翻译成中文。
- 2002.7. - 12. 在林广屯与没有上过学的青年一起做教育实验。实验的目的是研究如何让青年学会创造自己的生活环境。同时与河池电视台合作制作一部纪录片《失败者之歌》，介绍整个教育活动的过程。
- 2003.3. 把《培养学生的知觉》《直觉作为研究手段》和《社会与办学》德文教育书翻译成中文。
- 2003.4. 开始在板烈小学去观察，开始做小学教育研究（板烈离林广有走路4个小时的路程）。
- 2003.9 - 12. 在板烈小学5年级班做教育实验（活动），让他们观察、感受、用艺术的方式来表达观察到的情况并改造环境。同时制作一部纪录片《山路弯弯》。
- 2004.2. 在送哥哥回国的路上翻车并受伤，在2006年底才完全恢复身体。
- 2004.6 - 11. 在板烈和蒙令华一起把《孩子成长的力量》和《人类健康的成长》翻译成中文，并作为内部资料出版（广西新闻出版局内部准印证号：0019795）。
- 2004.8 - 2005.8. 多次在成都华德福学校做装修工作，与志愿者学习。
- 2004.10. 为了一个在板烈淹死的学生承担责任。
- 2005.3. 再次在板烈小学与4年级学生开展一个3个星期的教育活动继续研究如何培养小孩在感觉中的意识。
- 2005.5. 排版《Waldorf教育》，然后公开断开了与 Waldorf 教育的关系。
- 2005.6. 在内部出版关于小学活动的《我能承受吗》意识教育研究资料（广西新闻出版局内部准印证号：0019178）。
- 2005.10. - 12. 在板烈重新翻译《适合人类的教育》并在内部出版（广西新闻出版局内部准印证号：0031935）。
- 2006.2. - 3. 在板烈小学继续跟5年级学生开展3个星期的活动，跟学生拍戏剧。
- 2006.6. 跟河池电视台合作，把学生拍的戏剧和背景记录资料做成电视节目《谁能理解》 （页面存档备份，存于）。
- 2006.8. 注销德国沃道夫教育友好协会在林广屯的办事处。到这时，接近7年的首席代表身份就结束了，能留在中国的资格也就结束了，所以返回德国。
- 2006.10 - 11. 把《超出私心的成长》翻译成中文。
- 2007.1. 完成《是什么给我力量》并在内部出版（广西新闻出版局内部准印证号：0025332）。
- 2007.4.- 2008.1. 回中国作为广西共青团的志愿者。在板烈小学教3、4、5、6年级的自然（科学）和美术课来做研究。
- 2007.8. 在板烈学生的家里把《精神科学》翻译成中文。
- 2007.9. - 2009.7. 继续作为广西共青团的志愿者，在板烈小学给3、4、5和6年级学生上科学、美术、音乐和综合实践活动课。
- 2008.2. - 2008.12. 在给板烈学生上课的同时利用部分课堂(联合)跟学生拍《和平剑》电视剧（每个星期固定时间）。
- 2009.2. 跟河池电视台合作，把在学生家里和在课堂上拍的记录资料做成电视节目《留守娃》 （页面存档备份，存于）。
- 2009.9.- 2010.2. 在给板烈小学5和6年级义务上课的同时，给圆善合作社打工（翻译书籍和设计网页），开始挣钱。
- 2009.12. 第一次接受电视台的采访《面对面》。这给我带来了很多新的责任。
- 2010.3.- 7. 用音乐、美术和综合课跟板烈小学的五和六年级来创作《梦别》歌曲录像 （页面存档备份，存于）。
- 2010.7.- 8. 帮助《快乐人小剧场》拍关于他们活动的纪录片。
- 2010.8.- 10. 在板烈帮《快乐人小剧场》剪辑纪录片，跟以前的学生去玩 (因为留下的时间不到一个学期，所以不能上课)。
- 2010.11.- 2011.8. 不能延期志愿者身份，就回到德国老家陪伴父母两个多月。在春节前又回到板烈学生的身边，但除了编歌曲之外什么都没有做。
- 2011.9. 作为《长沙梦创公益文化发展中心》的员工去研究留守儿童与志愿者的关系。
- 2011.11.- 2012.6. 跟板烈小学5年级的学生创作《心镜》 （页面存档备份，存于）。
- 2012.7.- 8. 帮长沙梦创公益文化发展中心在湘西的农村开展支教老师的培训。
- 2012.9. 生活状况不稳定，不得不经常离开板烈，无法上课。
- 2013.2.- 2013.6. 给板烈小学3、4、5和6年级上美术和科学课。
- 2013.8. 帮长沙梦创公益文化发展中心在湘西的农村开展支教老师的培训。
- 2013.9. "卢安克"这名字的使用权属于长沙梦创公益文化发展中心，不属于个人了。
- 2014.3. 出版图书《是什么带来力量:乡村儿童的教育》 （页面存档备份，存于）。